# Serious Gaming (E-Sport-Clan)
Serious Gaming war ein E-Sport-Clan mit Hauptsitz in den Niederlanden. Er existierte zwischen 2004 und 2012 und war vor allem für seine zwei erfolgreichen Quake-Spieler Maciek „av3k“ Krzykowski und Alexei „Cypher“ Januschewski bekannt, die zwischen 2008 und 2012 für das Team spielten. Darüber hinaus war das Team allerdings auch in anderen Titeln wie StarCraft II, Warcraft III und Call of Duty aktiv.

## Erfolge (Auszug)

### Quake
Alexei „Cypher“ Januschewski
- Electronic Sports World Cup 2008: 1. Platz
- QuakeCon 2010: 1. Platz
- DreamHack Winter 2010: 1. Platz
- DreamHack Summer 2011: 1. Platz
- DreamHack Winter 2011: 1. Platz

 Maciek „av3k“ Krzykowski
- Electronic Sports World Cup 2008: 2. Platz
- DreamHack Winter 2009: 1. Platz
- DreamHack Summer 2010: 1. Platz